# La barca (Mario Luzi)
La barca è la prima raccolta poetica di Mario Luzi pubblicata nel 1935 a Modena dall'editore Guanda.

## Storia editoriale
Alla prima edizione del 1935 ne seguirono una seconda nel 1942 e quella definitiva del 1960.
L'indice della prima edizione comprende le seguenti ventuno poesie:

- Donne
- Canto notturno per le ragazze fiorentine
- Le fidanzate
- Alla primavera
- All'Arno
- Lo sguardo
- Primavera degli orfani
- Fragilità
- Abele
- Ragazze
- Le meste comari di Samprugnano
- Alla vita
- I fiumi
- Immensità dell'attimo
- Grandezza della Patria
- Giovanetti
- La sera
- Gli invasori
- Il mare
- Natura
- Ultimo canto di Don Giovanni

L'indice della seconda edizione è invece diviso in tre parti:

SERENATA
- Serenata di piazza d'Azeglio
- Toccata

LA BARCA
- Canto notturno per le ragazze fiorentine
- Alla primavera
- All'Arno
- Lo sguardo
- Primavera degli orfani
- Fragilità
- Abele
- Ragazze
- Le meste comari di Samprugnano
- Alla vita
- I fiumi
- L'immensità dell'attimo
- Giovanetti
- La sera
- Il mare
- Natura

POESIE DIVERSE
- Giovinette
- Le fanciulle di S.Niccolò
- Scendono primavere eteree
- Terrazza
- All'autunno
- Copia da Ronsard
- Giovinetta, giovinetta

Nella terza e definitiva edizione La barca è inserita come sezione della raccolta garzantiana de Il giusto della vita ed è suddivisa nelle stesse tre sezioni della seconda edizione, con l'aggiunta di una poesia introduttiva Parca-villaggio e l'esclusione di due poesie Giovinette e All'autunno spostate in Avvento notturno.

## Influenze
Già in questa prima raccolta luziana sono riscontrabili alcune influenze che contraddistingueranno l'intero percorso stilistico del poeta fiorentino. Marco Marchi vi vede una influenza leopardiana riscontrabile in particolare nella scelta di alcuni titoli: Serenata in Piazza D'Azeglio, Canto notturno per le ragazze fiorentine, Ultimo canto di Don Giovanni. Individua nel titolo della raccolta un probabile riferimento alla «barca di salvezza» presente nella poesia montaliana Crisalide negli Ossi di seppia e insieme anche un richiamo al Porto sepolto di Ungaretti, compreso successivamente nell'Allegria di naufragi.
Secondo Verdino poi "in questo libretto le Confessioni di Sant'Agostino possono incrociarsi con la Saison en enfer di Rimbaud e un primo accostamento con Hölderlin convive con una affettuosa lettura dei poeti de Il Frontespizio, Betocchi e Papi. Questa compagnia apparentemente eterogenea è animata dalla vocazione romantica del giovane autore (testimoniata dai rapporti epistolari con i coetanei Bigongiari, Macrì, Traverso e, qualche anno dopo, Parronchi), il quale viveva con eccitazione febbrile le proprie emozioni e anelava a una poesia che, come il romanticismo, fosse sintesi di pulsioni diverse e si coniugasse con quella naturalità cristiana in cui era stato nutrito dalla madre nella quotidiana esistenza".

## Tematiche e contenuti
In una intervista pubblicata nel Meridiano Mondadori del 1998, il curatore Stefano Verdino vede nella prima raccolta luziana "una vera e propria allegoria centrale, che è quella appunto della barca, della navigazione, del mare e del porto, figure che compaiono più volte e che mi sembra vadano intese come strutture del desiderio. Il mare è un mare astratto e mentale, ma non per questo meno autentico; mi sembra tanto parente del «mar dell'essere» e la navigazione è trepidantemente vissuta come sorte toccata all'umano nella sua avventura di ritorno e risalita alla trascendenza e a Dio, «folli di tornare», come a un punto si dice". Luzi risponde confermando ampiamente questa interpretazione "[...] Certamente c'è qualcosa che si è avviato, qualcosa che prende il largo: ed è l'esperienza di adolescente e giovanissimo autore. La barca era per me un oggetto fascinoso di per sé, che allora vedevo spesso sull'Arno: c'erano le barche dei renaioli e avevano una densità che le barche sportive non hanno. Questo è un riferimento poi c'è la metafora spontaneamente associata e prevalente. Sì, il «mare dell'essere»: è un mare più pensato che visto e goduto con i sensi, per cui si può presumere che ci sia questo senso del destino come viaggio o del viaggio come destino ed esperienza totale. E quest'idea dell'esperienza come viaggio mi sembra sia rimasta iscritta poi sempre nella mia poesia, un viaggio che ha presente la sorgente non meno che la foce. La barca dice «Dalle foci alle sorgenti»; per capire il senso di dono e offerta della sorgente nulla è più importante che il risalirvi con l'esperienza del viaggio".

Luzi definirà il suo primo libro come composizione di una «fisica perfetta» ovvero "la possibilità di intrecciare una serie di elementi naturali in senso ampio, dalla prima trepidante osservazione del femminile (le ragazze, ma anche la madre) al paesaggio (il fiume, ovvero il concreto Arno; il borgo e la campagna, ovvero Samprugnano e l'alta Maremma delle vacanze estive) con un significato vissuto dalla fede, come subito individuò il primo singolare recensore, l'ancora ignoto Caproni". Una fede che si configura come "carità sulla scia di un atteggiamento amato da Betocchi, ma senza l'allegrezza di quest'umile maestro di Luzi. Essa è piuttosto l'esito della malinconia, derivata da un acuto senso della fragilità della vita e del «flutto che rapisce la bellezza»".
L'altro importante tema del libro è il tempo che "comporta una prima misura di sofferenza con il suo trascorrere sia per le meste comari di Samprugnano sia per le giovani ragazze fiorentine, colte nella più rara bellezza del loro «corpo che dorme» e dei conseguenti loro «occhi assenti». Il destino di fragilità e di morte di queste giovani Nerine non è assolutamente una cifra letteraria, bensì poggia su un preciso quanto trasfigurato vissuto autobiografico (l'atroce fine della giovane cognata Renata) che ben giustifica l'inquieto sentimento di perdita e di assenza che il poeta ha nei confronti della figura muliebre".
Per quello che riguarda la scelta del titolo, oltre alla spiegazione già attestata dallo stesso Luzi (v.sopra) Verdino ritrova "in questa particolare imbarcazione lo stigma di una navigazione agostiniana, dove si ipotizzano acque celesti e angeliche (Confessioni XIII,15) e dove nelle acque del mare si vedono i segni materiali della parola di Dio (Confessioni XIII,20)". D'altronde "la fede nella «fisica perfetta» non può cedere al semplice sconforto dell'elegia del perduto e per questo, sulla spinta della carità tende a riformulare in attesa quel desiderio in promessa di vita integrale, così come suggerisce la prospettiva metafisica della simbolica barca «da dove si vede il mondo / e in lui una verità che procede intrepida»". E "questa volontà di piena integrazione del piano fisico con quello metafisico si caratterizza come un viaggio la cui meta è la pienezza rispetto alle lacune e al dolore dell'esistenza".
Verdino infine individua nella raccolta "un circuito o un viaggio dall'iniziale Canto notturno che suggerisce una impossibile fuga dalla fragilità del mondo, al canto sopra le isole originali dove il tempo della terra sia come redento (qui si prepara / un giaciglio di porpora e un canto che culla / per chi non ha potuto dormire / sì dura era la pietra, / sì acuminato l'amore).

## Lingua e stile
Fu Macrì a notare nella lingua luziana la cadenza di una "cultura scolastica, da Foscolo a D'Annunzio (fuggitiva, ghermitore, lavacri, mastici, muscosa, roride, sitibonde) pronunciate però con energia persuasiva grazie alla torsione della sintassi e all'uso di una serie di stilemi personali, tra cui spicca una varia genia di in- prefissali (incanutita, incredula, inestinguibili, infarciate, intrepida, inumidita) di lungo uso fino ad oggi (nel Viaggio terrestre e celeste di Simone Martini del 1994 leggiamo: inafferrabile, infuriante, invasato, insostenibile, inesistente, infaticante)". Verdino scrive che "anche la misura del canto, per di più corale (vige un "noi" come soggetto e un "voi" come interlocutore), è già qualcosa di originale, servito da vivaci misure del ritmo per giustificare quell'esito di trepidazione e spinta alle cose e ai sentimenti, emblematico della sua ansia romantica: alla rima sonante e varia risponde una metrica aperta a possibilità non solo endecasillabiche e ad altrettanto varie misure di strofe, secondo schema o ritmo naturale".

## Edizioni
- Mario Luzi, La barca, Modena, Guanda Editore, 1935.
- Mario Luzi, La barca, 2ª ed., Firenze, Parenti, 1942.
- Mario Luzi, La barca, in Il giusto della vita, 3ª ed., Milano, Garzanti, 1960.
- Mario Luzi, La barca, in Stefano Verdino (a cura di), Opera poetica, 1ª ed., Milano, Mondadori, 1998.